# Stranskiite
La stranskiite est une espèce minérale du groupe des arséniates, de formule Zn2Cu2+(AsO4)2.

## Inventeur et étymologie
La stranskiite a été décrite en 1960 par Karl Hugo Strunz ; elle fut nommée ainsi en l'honneur du professeur Iwan N. Stranski (1897–1979), chimiste et physicien allemand.

## Topotype
- Tsumeb Mine (Tsumcorp Mine), Tsumeb, Oshikoto, Namibie[2]

## Cristallographie
- Paramètres de la maille conventionnelle : a = 5,07 Å, b = 6,66 Å, c = 5,26 Å, Z = 1, V = 154,19 Å3
- Densité calculée = 5,00-5,06

## Cristallochimie
La stranskiite sert de chef de file à un groupe de minéraux aux compositions chimiques semblables.

### Groupe de la stranskiite
- Stranskiite : Zn2Cu2+(AsO4)2, {\displaystyle P{\bar {1}}}; {\displaystyle {\bar {1}}}
- Mcbirneyite : Cu3(VO4)2, {\displaystyle P{\bar {1}}}; {\displaystyle {\bar {1}}}

## Gîtologie
La stranskiite est un minéral extrêmement rare se trouvant dans les zones oxydées des gisements hydrothermaux polymétalliques hébergeant de la dolomie.

## Minéraux associés
- Chalcocite, tennantite, galène, schulténite, anglésite, bayldonite, cuproadamite, keyite, olivénite, claudétite, ludlockite, tsumcorite, koritnigite, warikahnite, duftite, carminite, beudantite, scorodite, o’danielite, zincrosélite, leiteite.

## Habitus
La stranskiite se trouve sous la forme de cristaux tabulaires en agrégats radiés et massifs pouvant atteindre 1 centimètre.

## Gisements remarquables
- Allemagne

Friedrichssegen Mine, Frücht, Vallée de Lahn, Rhénanie-du-Nord-Westphalie
Letmathe, Iserlohn, Sauerland, Rhénanie-du-Nord-Westphalie
- Autriche

District de Maukenötz, Brixlegg/ Vallée de l'Inn, Tyrol nord, Tyrol
- Namibie

Tsumeb Mine (Tsumcorp Mine), Tsumeb, Oshikoto
- Tadjikistan

Voies Kukhi-Malik (Kuhi-malik), rivière Yaghnob, Sughd